# Бурдаков Семен Миколайович
Бурдаков Семен Миколайович (нар. 31 січня 1901, село Тургенєво Симбірської губернії — 19 лютого 1978, Москва) — народний комісар внутрішніх справ Казахської РСР, комісар державної безпеки 3-го рангу, генерал-лейтенант (1945). Депутат Верховної Ради СРСР 2—4-го скликань.

## Ранні роки
Народився в сім'ї селянина-бідняка (пізніше батько став службовцем). У ВКП(б) з липня 1924. Освіта: педагогічні курси, місто Ардатов, Петроградський червоноармійський університет імені М. Г. Толмачова.
З травня по серпень 1919 коректор в друкарні (Ардатов).
З вересня 1919 по травень 1920 навчався на педагогічних курсах (місто Ардатов).
З травня 1920 по лютий 1921 року в Червоній армії-рядовий 29-го стрілецького полку, завідував полковою культпросвітшколою триста вісімдесят третього стрілецького полку.
З лютого по грудень 1921 навчався в Петроградському червоноармійському університеті ім. Н. Г. Толмачова.
З грудня 1921 року по лютий 1922 не працював через хворобу.
З березня по серпень 1922 завідувач клубом і театром Ардатовського політпросвіту.
З вересня 1922 служить в органах ОДПУ помічником уповноваженого та уповноваженим Самбірського губ. відділу ГПУ по Ардатовському, Сизранському повітах, потім начальник відділення повітового апарату Симбірського губернського відділення ГПУ.
З 1 жовтня 1926 начальник СО Ульяновського губернтського відділення ГПУ.
З березня 1928 начальник відділення Шимкентського губ. — Окремого відділку ГПУ.
З 1930 року заступник начальника Шимкентского окремого відділку ГПУ, згодом начальник ІНФО Шимкентського оперативного сектора ГПУ.
З березня 1931 начальник СПО Шимкентського оперативного сектора ГПУ.
З вересня 1932 помічник начальника Актюбінського обласного відділення ГПУ.
З жовтня 1933 року за березень 1934 слухач Курсів вищого керівного складу ОДПУ СРСР.
З березня по жовтень 1934 помічник начальника Актюбінської обласного відділення ГПУ.
З 15 жовтня 1934 член спеціальної колегії Казахського від. Верховного суду РРФСР.
З лютого 1937 обіймав посади: заступник голови Казахського відділення Верховного суду РРФСР, член спеціальної Колегії Верховного суду КазРСР, заступник голови спеціальної колегії Верховного суду КазРСР.
З листопада 1938 завідувач відділом радянської торгівлі ЦК КП(б) Казахстану.

## В органах НКВД— МВС
З 3 січня 1939 нарком внутрішніх справ КазССР.
З 8 жовтня 1940 начальник Управління паливної промисловості ГУЛАГ НКВС СРСР.
З 26 лютого 1941 начальник Управління Таборів паливної промисловості НКВС СРСР.
З 8 травня 1941 начальник Управління Ухто-Іжемського ВТТ, начальник Ухто-Іжемського комбінату НКВС — МВС.
З лютого 1947 керуючий трестом «Башнафтобуд».
З 16 грудня 1947 начальник Туймазинського ВТТ, місто Октябрськ.
З 6 липня 1948 начальник Управління Будівництва № 16 і ВТТ (Китойський ВТТ) МВС.
З березня 1956 начальник Будівництва № 76 п/с 35, місто Мелекесс.
З грудня 1960 року по травень 1961 заступник керівника ремонтно-будівельного тресту (Москва).
З вересня 1961 року по грудень 1962 заступник начальника Управління підводно-технічних робіт (Москва).
З грудня 1962 по грудень 1963 заступник начальника відділу Міністерства будівництва РРФСР.
З липня 1964 по січень 1965 старший консультант Президії АН СРСР.
З березня 1966 по серпень 1967 директор Дирекції будівництва будівель Держплану СРСР.
З березня 1968 по березень 1972 старший інженер диспетчерського відділу «Союзгазифікаціі» (Міністерство газової промисловості СРСР).
З березня 1972 на пенсії. Жив у Москві.
Помер 19 лютого 1978 в м Москві.

## Нагороди
- Орден Леніна (13.12.1944) — за освоєння Ухтинського району та видобуток нафти
- Орден Леніна (30.04.1946) - за вислугу років
- Орден Червоного Прапора (26.04.1940) - за виконання завдань уряду
- Орден Червоного Прапора (3.11.1944) - за вислугу років
- Орден Вітчизняної війни 1-го ступеня (21.08.1946)
- Орден Червоної Зірки (15.09.1943) — за будівництво залізниці «Воркута — Котлас — Коноша» та за освоєння Печорського вугільного басейну